# ديان لانجتون
ديان لانجتون (بالإنجليزية: Diane Langton)‏ هي ممثلة بريطانية، ولدت في 31 مايو 1947 في المملكة المتحدة.

## وصلات خارجية
- ديان لانجتون على موقع IMDb (الإنجليزية)
- ديان لانجتون على موقع ألو سيني (الفرنسية)
- ديان لانجتون على موقع ميوزك برينز (الإنجليزية)
- ديان لانجتون على موقع أول موفي (الإنجليزية)
- ديان لانجتون على موقع ديسكوغز (الإنجليزية)
- ديان لانجتون على موقع قاعدة بيانات الفيلم (الإنجليزية)
- ديان لانجتون على موقع كينوبويسك (الروسية)